# Madüsee-Maräne
Die Madüsee-Maräne oder Madümaräne ist ein Fisch, der im Jezioro Miedwie (Madüsee) in  der Woiwodschaft Westpommern in Polen vorkommt.

## Systematik
Die Madümaräne ist kein eigenständiges Taxon, sondern repräsentierte möglicherweise eine im Jezioro Miedwie (Madüsee) endemische Population des Ostseeschnäpels (Coregonus maraena). Früher wurde sie als Unterart von Coregonus lavaretus angesehen, sie wurde meist Coregonus lavaretus maraena (Bloch) genannt; dieser Name ist allerdings problematisch und wurde von verschiedenen Taxonomen in unterschiedlichem Sinne gebraucht. Die heutige Population des Sees geht auf fischereiliche Besatzmaßnahmen zurück, bei der nach genetischen Daten Zuchtmaterial verschiedener Herkunft verwendet worden war. Fische aus dem See wurden dann zum Besatz oder Wiederbesatz in zahlreiche weitere Gewässer verwendet (vermutlich bis nach Japan), so dass die natürliche Populationsstruktur, und selbst die Abgrenzung von Arten, innerhalb der Gattung Coregonus heute hoch problematisch sind. Die europäischen Arten der Gattung sind vermutlich erst nach der letzten Eiszeit entstanden, sie sind problemlos miteinander kreuzbar und waren früher nur geographisch, durch Verbreitungsbarrieren, voneinander isoliert. Eine Untersuchung im Jahr 2016 ergab, dass in die heutige Population, durch unsauberes Arbeiten in den Fischzuchtbetrieben, die Besatzfische liefern, sogar Erbgut der sibirischen Peledmaräne (Coregonus peled) eingekreuzt worden ist.
Die ursprüngliche Population ist im Jahr 1975 bei einer Umweltkatastrophe im See fast vollständig ausgestorben, wobei in späteren Jahren nur noch einzelne Fische gesichtet worden sind. Später wurde der Fischbestand, vor allem zum Zweck der Fischerei, durch Besatzmaßnahmen wieder aufgefüllt.
Nach einer im Jahre 1997 von Maurice Kottelat durchgeführten Revision der Coregonen wird sie heute als mit dem Ostseeschnäpel identisch betrachtet.

## Die Madümaräne in Sage und Dichtung
Der Sage nach hat ein Abt des Klosters Kolbatz die Madumaräne mit Hilfe des Teufels in den See eingeführt. Die älteste Form dieser Sage ist in den Sechs Büchern vom Alten Pommernlande (1639/1640) des Johannes Micraelius überliefert. Dort heißt es lediglich, dass ein Abt „solche Fische durch die schwarze Kunst hineingebracht“ habe. Ausführlicher ist die Darstellung in den Volkssagen von Pommern und Rügen (1840) des Jodocus Donatus Hubertus Temme: Danach schloss der Abt mit dem Teufel einen Vertrag, worin der Teufel sich verpflichtete, binnen weniger Stunden Maränen aus Italien heranzuschaffen, nämlich noch vor dem ersten Hahnenschrei. Als der Teufel mit den Maränen in Pommern ankam, krähte soeben der Hahn. Der Teufel warf die Maränen aus Zorn in den Madüsee, wo sie bis heute vorkommen. 
Diese Sage regte im 19. Jahrhundert zu dichterischer Umsetzung an. Eduard Helmut Freyberg schildert die Sage in 15 Strophen in seinen Pommersche Sagen–Balladen, Romanzen und Lieder (1836). Der Historiker und Dichter Franz Kugler verfasste nach 1840 eine Verslegende, die zu seinen Lebzeiten unveröffentlicht blieb und erst im Jahre 2000 in den Baltischen Studien veröffentlicht wurde.